# سونيت 77
السوناتة السابعة والسبعون لوليم شكسبير هي نقطة منتصف الطريق لكتابه المُكون من 154 سوناتة. يقدم شكسبير في السونيت فكرة قيام الشاب بدور الشاعر والكتابة عن نفسه. يُستخدم في السونيت الارتباط وهي أداة بلاغية تتضمن سردًا للأشياء المهمة وربطها بها، تم استخدامها بشكل مفرط في السوناتات الإنجليزية. الأدوات المذكورة في القصيدة هي مرآة وقطعة زمنية ودفتر، كل منها يمثل طريقة لتحسين الذات لدى الشاب كشاعر.

## قراءات إضافية
الطبعة الأولى؛
- شكسبير, وليم (1609). Shake-speares Sonnets: Never Before Imprinted [سونيتات شيكسبير: لم تُطبع من قبل] (بالإنجليزية). لندن: Thomas Thorpe. Retrieved 2020-04-15.
- شكسبير, وليم (1905). Lee, Sidney (ed.). Shakespeares Sonnets: Being a reproduction in facsimile of the first edition [سونيتات شيكسبير: نسخة طبق الأصل من الطبعة الأولى] (بالإنجليزية). أكسفورد: دار نشر جامعة أكسفورد. OCLC:458829162. Retrieved 2020-04-15.

طبعات مختلفة؛
- شكسبير, وليم (1916). Alden, Raymond Macdonald (ed.). The Sonnets of Shakespeare [سونيتات شيكسبير] (بالإنجليزية). بوسطن: Houghton Mifflin Company. OCLC:234756. Retrieved 2020-04-15.
- شكسبير، وليم (1944). Rollins، Hyder Edward (المحرر). A New Variorum Edition of Shakespeare: The Sonnets [2 Volumes] [طبعة فاريورم الجديدة من سونيتات شيكسبير [مجلدان]]. فيلادلفيا: ليبينكوت  [لغات أخرى]‏. OCLC:6028485.{{استشهاد بكتاب}}:  صيانة الاستشهاد: علامات ترقيم زائدة (link)

الطبعات النقدية الحديثة؛
- شكسبير، وليم (2007). Atkins، Carl D. (المحرر). Shakespeare's Sonnets: With Three Hundred Years of Commentary [سونيتات شيكسبير: مع ثلاثة قرون من التعليقات]. ماديسون: Fairleigh Dickinson University Press. ISBN:978-0-8386-4163-7. OCLC:86090499.
- شكسبير، وليم (2000) [الطبعة الأولى 1977]. Booth، Stephen (المحرر). Shakespeare's Sonnets [سونيتات شيكسبير] (ط. منقحة). نيو هافن: Yale Nota Bene. ISBN:0-300-01959-9. OCLC:2968040.
- شكسبير، وليم (2002). Burrow، Colin (المحرر). The Complete Sonnets and Poems [السونيتات والقصائد الكاملة]. The Oxford Shakespeare. أكسفورد: دار نشر جامعة أكسفورد. ISBN:978-0192819338. OCLC:48532938.
- شكسبير، وليم (2010) [الطبعة الأولى 1997]. Duncan-Jones، Katherine (المحرر). Shakespeare's Sonnets [سونيتات شيكسبير]. The Arden Shakespeare, السلسلة الثالثة (ط. منقحة). لندن: دار بلومزبري. ISBN:978-1-4080-1797-5. OCLC:755065951.
- شكسبير، وليم (1996). Evans، G. Blakemore (المحرر). The Sonnets [سونيتات شيكسبير]. The New Cambridge Shakespeare. كامبريدج: مطبعة جامعة كامبريدج. ISBN:978-0521294034. OCLC:32272082.
- شكسبير، وليم (1995) [الطبعة الأولى 1986]. Kerrigan، John (المحرر). The Sonnets ; and, A Lover's Complaint [سونيتات شيكسبير؛ و، شكوى عاشق]. New Penguin Shakespeare (ط. منقحة). دار بنجوين للنشر. ISBN:0-14-070732-8. OCLC:15018446.
- شكسبير، وليم (2006). Mowat، Barbara A.؛ Werstine، Paul (المحررون). Shakespeare's Sonnets & Poems [سونيتات وقصائد شيكسبير]. مكتبة فولجر الشكسبيرية. نيويورك: Washington Square Press. ISBN:978-0743273282. OCLC:64594469.
- شكسبير، وليم (2001). Orgel، Stephen (المحرر). The Sonnets [سونيتات شيكسبير]. The Pelican Shakespeare (ط. منقحة). نيويورك: دار بنجوين للنشر. ISBN:978-0140714531. OCLC:46683809.
- شكسبير، وليم (1997). Vendler، Helen (المحرر). The Art of Shakespeare's Sonnets [فن سونيتات شيكسبير]. كامبريدج، ماساتشوستس: دار نشر جامعة هارفارد. ISBN:0-674-63712-7. OCLC:36806589.